# Hausen (Miltenberg járás)
Hausen település Németországban, azon belül Bajorországban. Lakosainak száma 1891 fő (2023. december 31.). Hausen Leidersbach, Heimbuchenthal, Elsenfeld és Kleinwallstadt községekkel határos.

## Népesség
A település népessége az elmúlt években az alábbi módon változott:
| Lakosok száma | 796  | 1385 | 1475 | 1900 | 1871 | 1848 | 1873 | 1872 | 1873 | 1891 |
|               | 1925 | 1970 | 1975 | 2011 | 2013 | 2014 | 2016 | 2019 | 2021 | 2023 |